# Provincia de Orense
Orense (oficialmente en gallego: Ourense) es una provincia del noroeste de España, situada en la parte sureste de la comunidad autónoma de Galicia. Limita con las provincias de Pontevedra al oeste, Lugo al norte, León y Zamora al este, y con Portugal (Distrito de Braganza, Distrito de Vila Real, Distrito de Braga y Distrito de Viana do Castelo) al sur. Su capital es la ciudad de Orense.
Tiene una superficie de 7273 km² y es la única provincia gallega sin salida al mar.
La población de la provincia es de 304 467 habitantes (INE 2024), de los cuales el 34,4 % viven en la capital. Hay 92 municipios en la provincia de Orense.
Otras villas importantes además de la capital y sus pueblos dormitorio como Barbadás o San Ciprián de Viñas son Verín, Carballino, Ginzo de Limia, Barco de Valdeorras, Celanova, Rúa, Allariz, Ribadavia, Maceda, Puebla de Trives y Viana del Bollo.

## Geografía

### Orografía

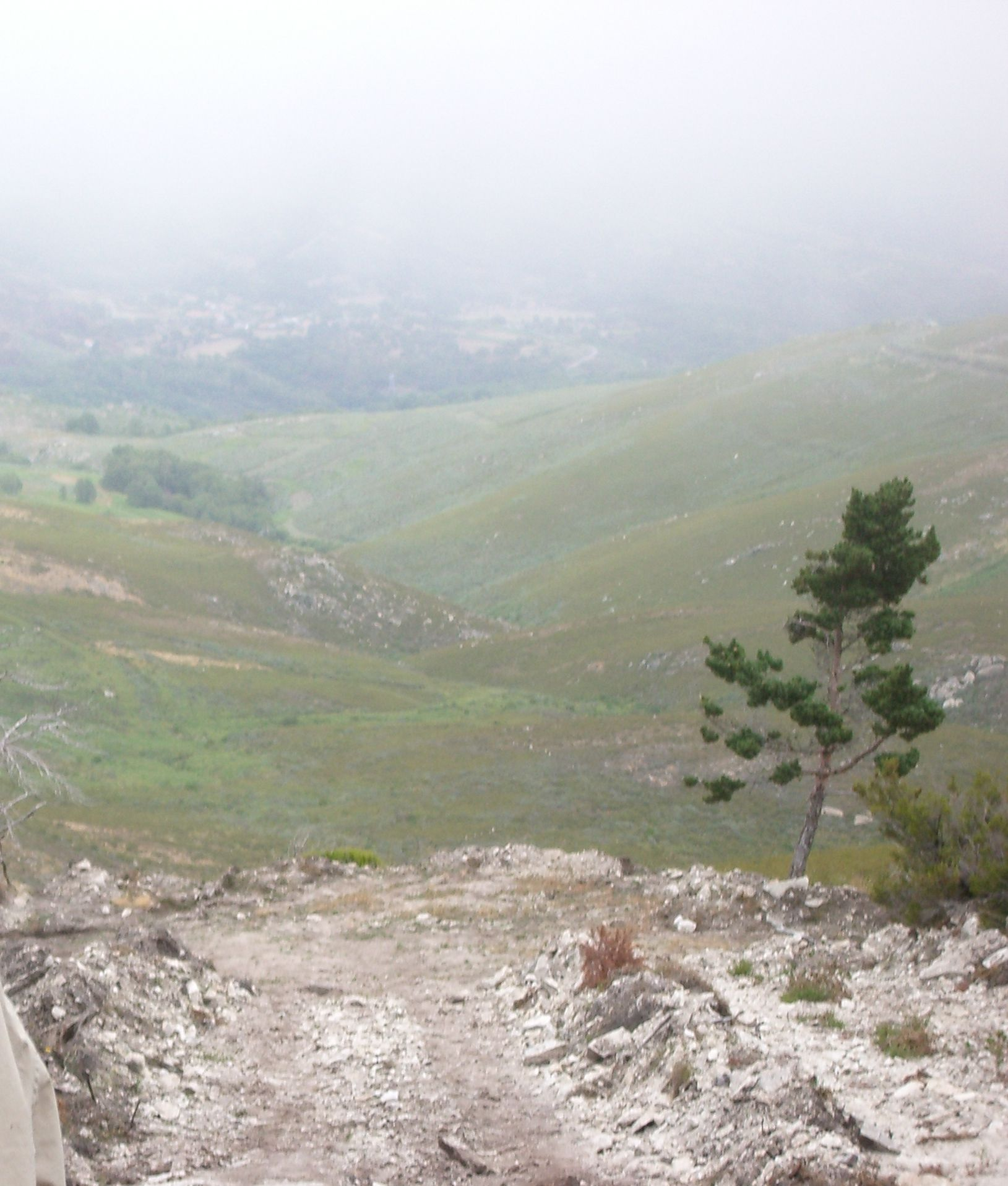
Valle del río San Lázaro, en el Macizo Central de Orense

Es una provincia con una altitud media no muy elevada, pero muy montañosa.
Las tierras situadas al oeste de la provincia, en los límites con la provincia de Pontevedra y la provincia de Lugo, están dentro de la Dorsal gallega, es decir, el sistema montañoso occidental de Galicia, con sierras tales como la de Suído o Faro de Avión, que pueden alcanzar alturas de alrededor de 1000 m: Coto de Puza a 1035 m, Marcofán de 939 m, Uceiro de 1003 m, Alledo 1013 m, alcanzando el punto más alto en el propio Faro de Avión, con 1155 m. Son materiales muy antiguos, principalmente granito, cortado por fracturas atravesadas por los ríos (Arenteiro, Cena, Avia, etc.) que conforman los valles. El aspecto general es macizo y sirve como divisoria entre los ríos mencionados y las cuencas de los ríos Ulla, Oitavén y Tea (este mismo afluente del Miño); mientras que actúa como primera barrera contra la influencia atlántica, pero su altitud relativamente baja y los valles transversales no impiden el paso de las lluvias, aunque atenuadas.
La región centro-oriental es mucho más accidentada, con elevaciones mayores. Estas llegan a los puntos más altos en las montañas que bordean las provincias de León y Zamora: sierra de Encina de la Lastra (Tara, 1099), sierra del Eixe (Peña Trevinca, 2127 m, el punto más alto de la comunidad), sierra Segundera, sierra Calva (Montouto, 2045 m). En el centro domina el Macizo Central Orensano, donde se desarrollan una serie de cadenas montañosas en sentido radial, de baja altitud, pero que fácilmente pueden superar los 1500 m: Cabeza Grande (1778 m), sierra de Invernadeiro, Queija (Seijo, 1707 m, Cabeza de Manzaneda), sierra de San Mamede (San Mamede, 1618 m). Estas elevaciones se debieron en gran medida a los movimientos tectónicos del Cuaternario, formándose no solo por los alzamientos, sino también por las depresiones más o menos amplias y más o menos altas, que a veces puede aparecer como fosas de gran tamaño. Así, en el este tenemos la depresión de El Bollo al norte y oeste del Valle del Sil-Miño - que se puede abrir en amplitud y escalonarse, como en Orense -; en el Sur, la Limia, el Valle de Maceda y el Valle de Verín.
Hacia el Sur, los mismos fenómenos tectónicos aludidos, han creado otro grupo de montañas de diferente orientación (oeste-este), que tienen una menor altura, pero superior a las sierras occidentales y que dificultaron tradicionalmente las comunicaciones con Portugal, a excepción de la depresión de Verín: sierra del Jurés ((Nevosa, 1539)), sierra de Laroco (Laroco, 1525 m), sierra de Penas Libres (Mair, 1083 m), montaña Esculqueira (Penedo de los Tres Reinos, 1025 m)

### Hidrografía

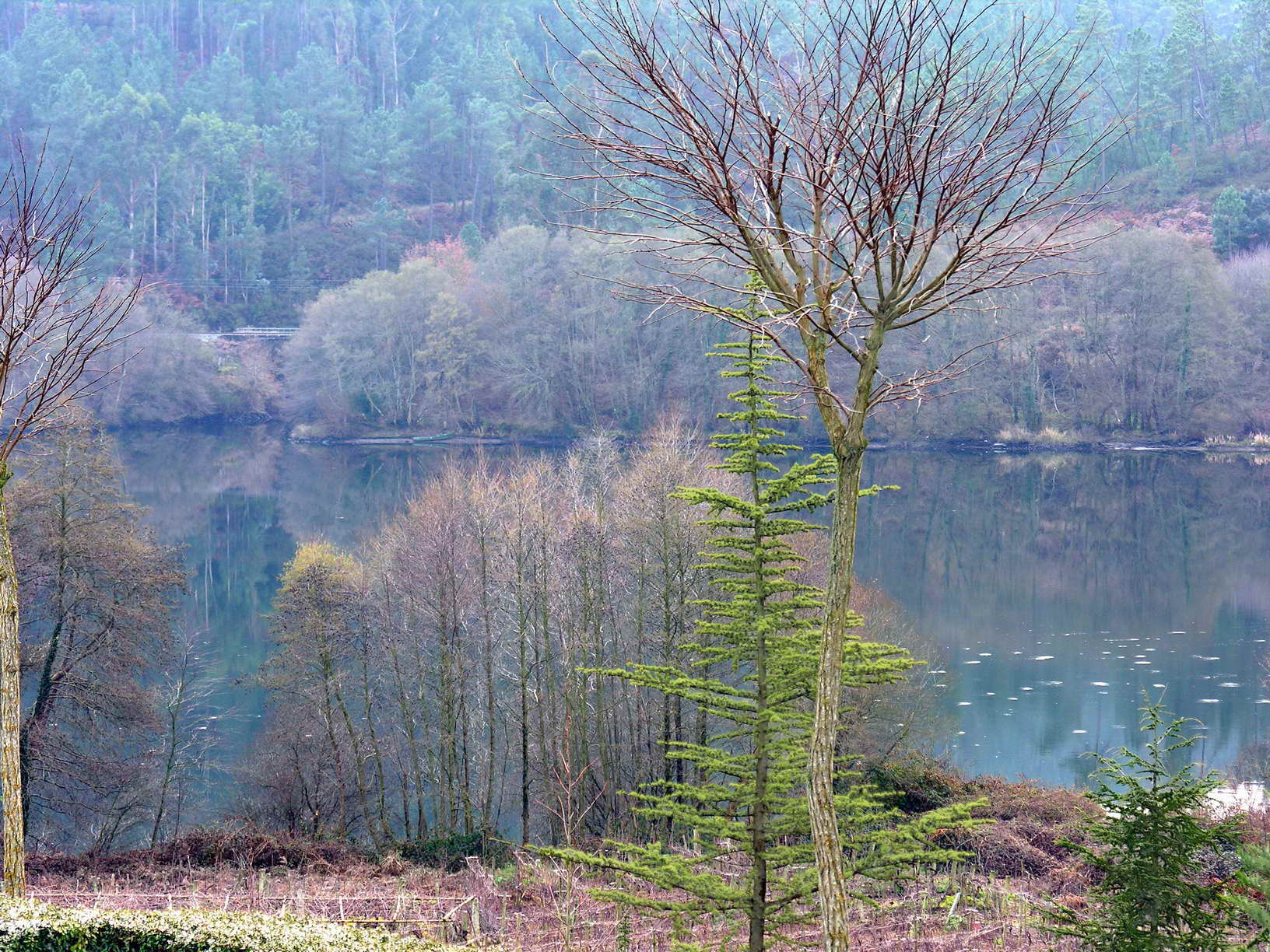
Tramo del río Arnoya

La provincia de Orense está recorrida por innumerables ríos. De estos, el más importante es el Miño, y el Sil, que desemboca en el Miño en un punto cercano al límite con la provincia de Lugo.
Hidrográficamente la provincia de Orense se divide en tres cuencas: la del Miño-Sil la del Limia y la del Duero. La cuenca del Miño ocupa una buena parte de la provincia: 4837 km² (de los que 2545 km² corresponden a la subcuenca del río Sil); la del Limia que ocupa 1395 km². Por último, las cuencas de los ríos cuyas aguas acaban en el Duero abarcan 1117 km².
El Miño tiene una pequeña parte de su curso dentro de los límites provinciales: Entra a la altura de los Peares y sale en Cortegada de Miño. Además del Sil, sus principales afluentes son el Búbal y Avia por la derecha, y el Loña, Barbaña, y el Arnoya por la izquierda. 
El Sil es el principal afluente del Miño, ocupa más de la mitad de su cuenca en la provincia, y pronto, en la confluencia de ambos en Peares alcanza mayor caudal, haciendo bueno el refrán: «El Miño lleva la fama, y el Sil lleva el agua». El Sil entra en la provincia, proveniente de El Bierzo, por la parroquia de Cobas en el municipio de Rubiana que ocupa una posición central en la depresión de Valdeorras. Sirve en la mayoría de su recorrido como actual límite con la provincia de Lugo, hasta Peares, punto de unión con el Miño. 
De sus principales afluentes es sin duda el Bibey (97 km), el que drena las aguas de las montañas más altas de la provincia: Macizo Central, sierra del Eje, sierra Segundera, a través del Jares, Camba, Conso y Navea, principalmente.
El Limia forma de por sí una cuenca independiente, porque va directamente al Atlántico, formando el estuario de Viana do Castelo en Portugal, donde cambia su nombre como Lima. El río Salas, que fluye por su izquierda, es el afluente más importante.
Varios ríos desembocan en el Duero en Portugal, el más importante es, sin duda, el Támega, que tiene una longitud total de 145 km, superior a la mayoría de los ríos de Galicia, su afluente más importante es un segundo Búbal. La mayoría de los ríos durenses tienen un corto recorrido dentro de la provincia, y los más destacables son el Mente y el Diabredo, que son subafluentes finales del Duero, a través del Tuela.
La mayoría de estos ríos tiene un régimen fluvial de tipo oceánico, su caudal máximo lo tienen durante el invierno, como corresponde a un tipo de clima atlántico dominante, pero el Sil y sus afluentes, a causa de sus cuencas de montaña, gozan de un régimen nivo-pluvial, prolongando su caudal máximo durante la primavera debido a la fusión de las nieves.
A menudo, el recorrido por las montañas encaja el cauce, lo que ha creado algunos de los paisajes más bellos de la provincia, como los diversos cañones del Sil (o del Covas, en su entrada en Galicia, o entre Quiroga y Peares). El cambio de material del suelo origina a veces imponentes cascadas, de las cuales merece la pena destacar la del río Cenza, pequeño afluente del Bibei.
Por otra parte, en estas mismas zonas, el uso agrícola ha ayudado a conservar las laderas, y a embellecer el paisaje con la construcción de terrazas escalonadas, normalmente plantadas de vid. Esto es observable, dentro de los límites provinciales, en las orillas del Bibey, a la altura de la presa do Vao, o en el curso del Miño entre Peares y la ciudad de Orense.
Esta abundancia de agua hizo que se construyeran represas en muchos lugares, anegándose a menudo algunos de los valles más ricos en la provincia, que no dejó de liderar protestas en pleno franquismo, siendo destacables las causadas por el embalsamamiento del río Jares en Prada en el municipio de La Vega, a finales de los años 50, y el embalse de Castrelo de Miño, en el Miño, o la de El Ribeiro a principios de los años 60.

### Clima
Climáticamente la provincia de Orense, como toda Galicia, pertenece al tipo oceánico, que se caracteriza en general por temperaturas suaves todo el año - con máximas en verano y mínimas en invierno - y precipitaciones también, durante todo el año - con un máximo en invierno y un mínimo en verano -. La posición interior del territorio de Orense, y la existencia de un alto relieve, ofrece diferencias, careciendo por otro lado de homogeneidad en toda la provincia. Básicamente se distinguen cuatro zonas climáticas orensanas:

#### Dominio oceánico de transición
Aparece en la zona noroccidental de la provincia. Sin tanta lluvia como en la costa, las precipitaciones alcanzan valores de alrededor de 1500 mm, temperaturas medias anuales suaves, (tienen el más bajo gradiente térmico de la provincia), alcanzando entre 12° y 14 °C en promedio. Los veranos pueden calificarse de frescos, ya que ni siquiera llegan a los 20 °C de media. Las precipitaciones anuales son de alrededor de 1500 mm, pero hay una cierta aridez en verano. Un ejemplo es Seoane en el municipio de Carballino:
| 1931-1960            | ene | feb | mar | abr  | may  | jun  | jul  | agos | set  | oct  | nov | dic | TOTAL |
| -------------------- | --- | --- | --- | ---- | ---- | ---- | ---- | ---- | ---- | ---- | --- | --- | ----- |
| Temp. media (°C)     | 5,1 | 6,4 | 8,4 | 10,4 | 12,6 | 15,7 | 17,9 | 17,6 | 15,7 | 12,4 | 7,8 | 5,5 | 11,1  |
| Precipitaciones (mm) | 204 | 151 | 185 | 110  | 98   | 50   | 27   | 38   | 57   | 129  | 176 | 199 | 1423  |

#### Dominio oceánico continentalizado
Corresponde a la zona meridional de la provincia: depresión del Limia y del Támega. Las temperaturas medias anuales están entre 10° y 11 °C y las precipitaciones entre 900 mm por año. Pero en invierno las temperaturas son frías, con abundantes días de heladas, mientras que el verano es seco y con alto déficit de precipitación que puede durar hasta cuatro meses. Esta zona se conecta con la meseta central de Lugo, pero la continuidad se rompe en los valles del Miño-Sil. Los datos básicos del clima de Ginzo de Limia pueden mostrarlo:
| 1931-1960            | ene | feb | mar | abr | may  | jun  | jul  | ago  | set  | oct  | nov | dic | TOTAL |
| -------------------- | --- | --- | --- | --- | ---- | ---- | ---- | ---- | ---- | ---- | --- | --- | ----- |
| Temp. media (°C)     | 4,5 | 4,9 | 7,8 | 9,2 | 12,2 | 15,2 | 17,5 | 17,7 | 15,2 | 11,2 | 7,8 | 4,9 | 10,5  |
| Precipitaciones (mm) | 94  | 94  | 119 | 67  | 74   | 51   | 20   | 24   | 52   | 93   | 99  | 134 | 921   |

#### Dominio oceánico-mediterráneo
Se extiende por los valles de los ríos Miño y Sil desde Ribeiro a Valdeorras, incluyendo la depresión de Orense capital. La flora e incluso los cultivos dominantes testimonian el influjo mediterráneo. Son los países del vino. Es la zona más seca de Galicia, con un promedio de más de 2500 horas de sol al año y las precipitaciones por debajo de 800 mm. La temperatura media anual es de alrededor de 14, con veranos calurosos (es fácil de alcanzar y exceder de 40° en verano), pero los inviernos, por el aislamiento de los valles son inviernos son frescos, con frecuentes niebla y lluvias. Un ejemplo puede ser la misma ciudad de Orense:
| 1931-1960            | ene | feb | mar  | abr  | may  | jun  | jul  | agos | set  | oct  | nov  | dic | TOTAL |
| -------------------- | --- | --- | ---- | ---- | ---- | ---- | ---- | ---- | ---- | ---- | ---- | --- | ----- |
| Temp. media (°C)     | 6,9 | 7,7 | 10,8 | 12,6 | 16,0 | 19,4 | 22,1 | 21,4 | 19,2 | 14,7 | 10,0 | 7,7 | 14,0  |
| Precipitaciones (mm) | 90  | 78  | 99   | 56   | 62   | 42   | 17   | 20   | 43   | 89   | 95   | 128 | 818   |

#### Dominio oceánico de montaña
Corresponde básicamente a las zonas provinciales de las montañas de Macizo Central y las montañas del este (Eje y Segundera). Las precipitación alcanzan los valores de la Galicia costera a los 1000 m de altura llegando a los 1500 mm o más. A mayores elevaciones se superan estas cifras. En invierno, las temperaturas medias mensuales puede caer por debajo de 0 °C. Un ejemplo puede ser Mesón de Erosa, a 900 m, en el municipio de La Gudiña:
| 1931-1960            | ene | feb | mar | abr | may  | jun  | jul  | agos | set  | oct  | nov | dic | TOTAL |
| -------------------- | --- | --- | --- | --- | ---- | ---- | ---- | ---- | ---- | ---- | --- | --- | ----- |
| Temp. media (°C)     | 3,6 | 4,2 | 7,2 | 8,8 | 12,0 | 15,3 | 17,8 | 18,0 | 15,5 | 11,5 | 7,7 | 4,4 | 10,3  |
| Precipitaciones (mm) | 157 | 127 | 155 | 120 | 168  | 73   | 13   | 40   | 93   | 124  | 204 | 200 | 1474  |

### Zonas biogeográficas

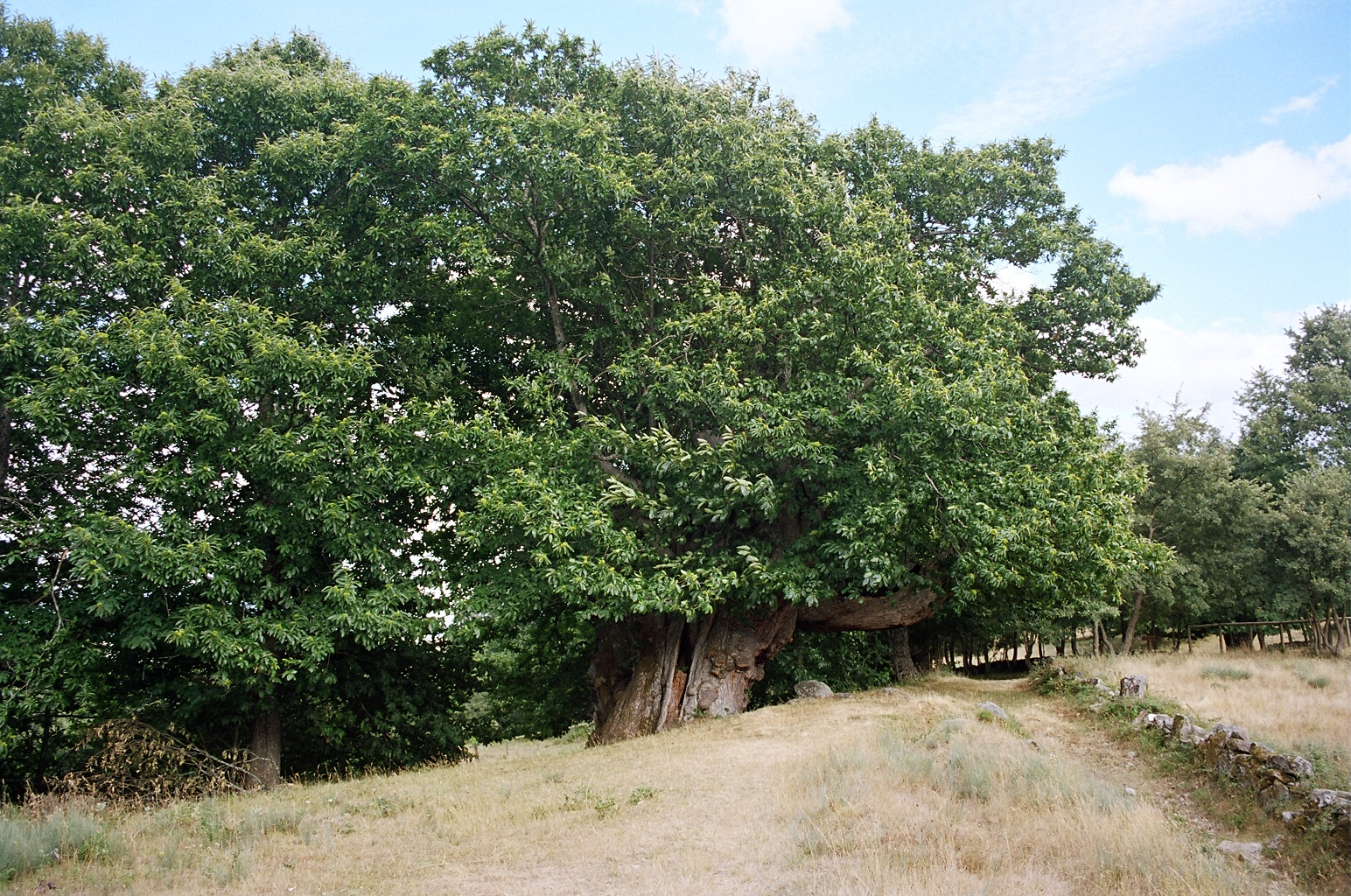
Castaño de Pumbariños ubicado en el bosque llamado Souto de Rozavales en el municipio de Manzaneda. Es el árbol de mayor perímetro en Galicia (12 m). Cuenta con unos 1100 años de edad

La provincia de Orense, pertenece a la región biogeográfica eurosiberiana, como el resto de Galicia, pero su situación particular hace que se encuentre en transición entre la provincia Atlántico occidental y la provincia Carpetano-Ibérico-Leonesa, que ya forma parte de la región mediterránea. Esta zona de transición también incluye parte de la provincia de Lugo.
La flora se caracteriza por especies típicamente mediterráneas: el roble, el alcornoque, que pueden formar bosques en las partes más meridionales y orientales de la provincia. La especie típica de la flora gallega el carballo (Quercus robur), presente en la parte occidental de la provincia, es sustituido en el Centro-Sur y Este de la provincia por el roble cerquiño, que en las comarcas más orientales llaman rebollo.
En los ríos los abedules, el aliso, el sauce, especies típicas de la provincia Atlántica, viven en las orillas de los ríos y otros lugares húmedos, con los álamos, que son más mediterráneos. La vegetación degradada tiene un predominio de la aulaga y la retama junto con las hierbas típicas de la garriga y el maquis mediterráneo: jaras, lavanda, cantueso, tomillo, orégano etc.
La intervención humana ha modificado el paisaje forestal, introduciendo eucaliptos, pinos, y anteriormente el castaño. Pero en tanto que el eucalipto se reduce a las tierras bajas occidentales, el pino se ha adaptado en toda la provincia, aunque a determinadas alturas crece con dificultad. Los castaños forman masas forestales relativamente extensas en los municipios del Macizo Central como Chandreja de Queija o Puebla de Trives, mientras que en otros forman sotos más grandes o más pequeños.
La fauna, por lo tanto, puede contar con especies tanto atlánticas como mediterráneas. Mientras que la venenosa víbora de Seoane se dispersa por el norte de Galicia, otras especies de reptiles prefieren medios más cálidos, por ello, son relativamente abundantes en esta provincia, entre ellos debe figurar otra serpiente venenosa gallega víbora hocicuda (Viper latastei). Hay varias especies emblemáticas en peligro, tales como perdiz pardilla (Perdix perdix) propia de las alturas, que tiene el límite sur de expansión precisamente en la sierra del Jurés.

### Áreas protegidas

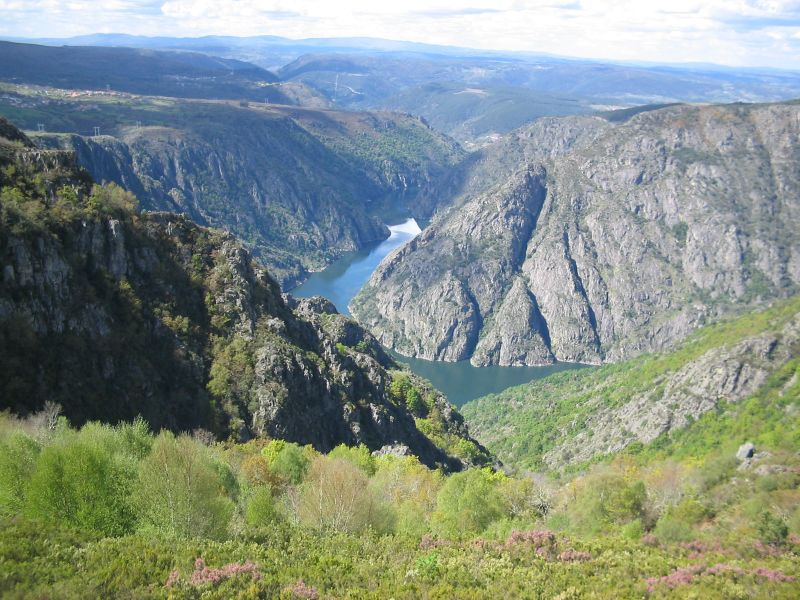
Cañón del Sil

La provincia cuenta con varias áreas protegidas, con sus diferentes calificaciones:
Parques naturales
- Baja Limia-Sierra de O Xurés
- Parque natural de la sierra de la Encina de la Lastra
- Invernadero.

Los dos primeros son también Zona de especial protección para las aves o ZEPA.
Monumentos naturales
- Soto de Rozabales
- Pena Corneira

Lugares de Importancia Comunitaria (LIC)
- Peña Veidosa
- Cañón del Sil
- Río Támega
- Pena Maseira
- Macizo Central
- Peña Trevinca

Estos dos últimos lugares están en trámite para ser declarados parques naturales.
También está prevista una declaración de LIC para:
- Sierra del Suído, a compartir con la provincia de Pontevedra.

## Comarcas

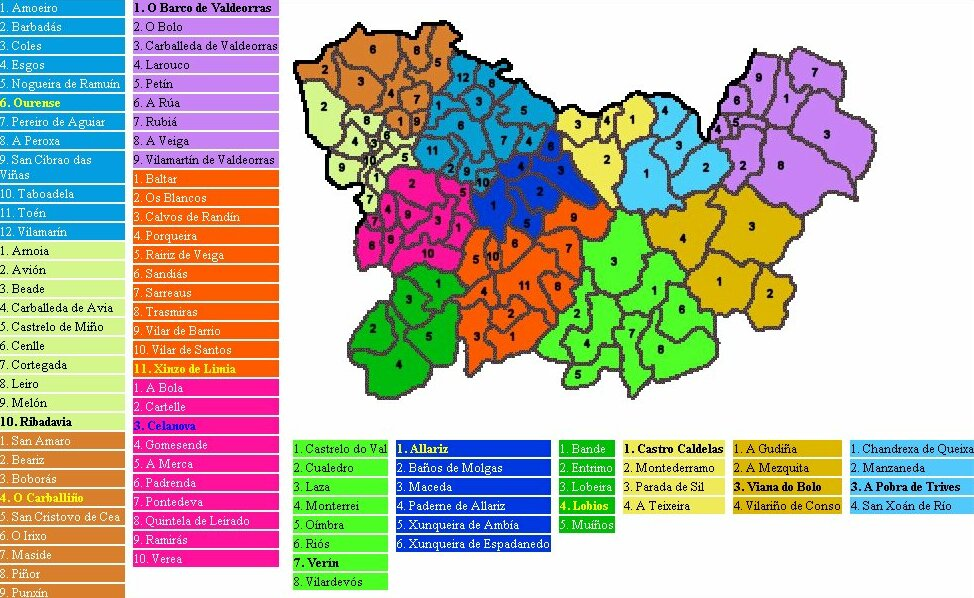
Comarcas y municipios de la provincia

| Comarcas de la provincia de Orense                                                                     | |                                                                                             |
| - Comarca de Allariz - Maceda - Comarca de La Baja Limia - Comarca de Carballino - Comarca de La Limia | - Comarca de Orense - Comarca del Ribero - Comarca de Tierra de Caldelas - Comarca de Tierra de Celanova | - Comarca de Tierra de Trives - Comarca de Valdeorras - Comarca de Verín - Comarca de Viana |

## Demografía

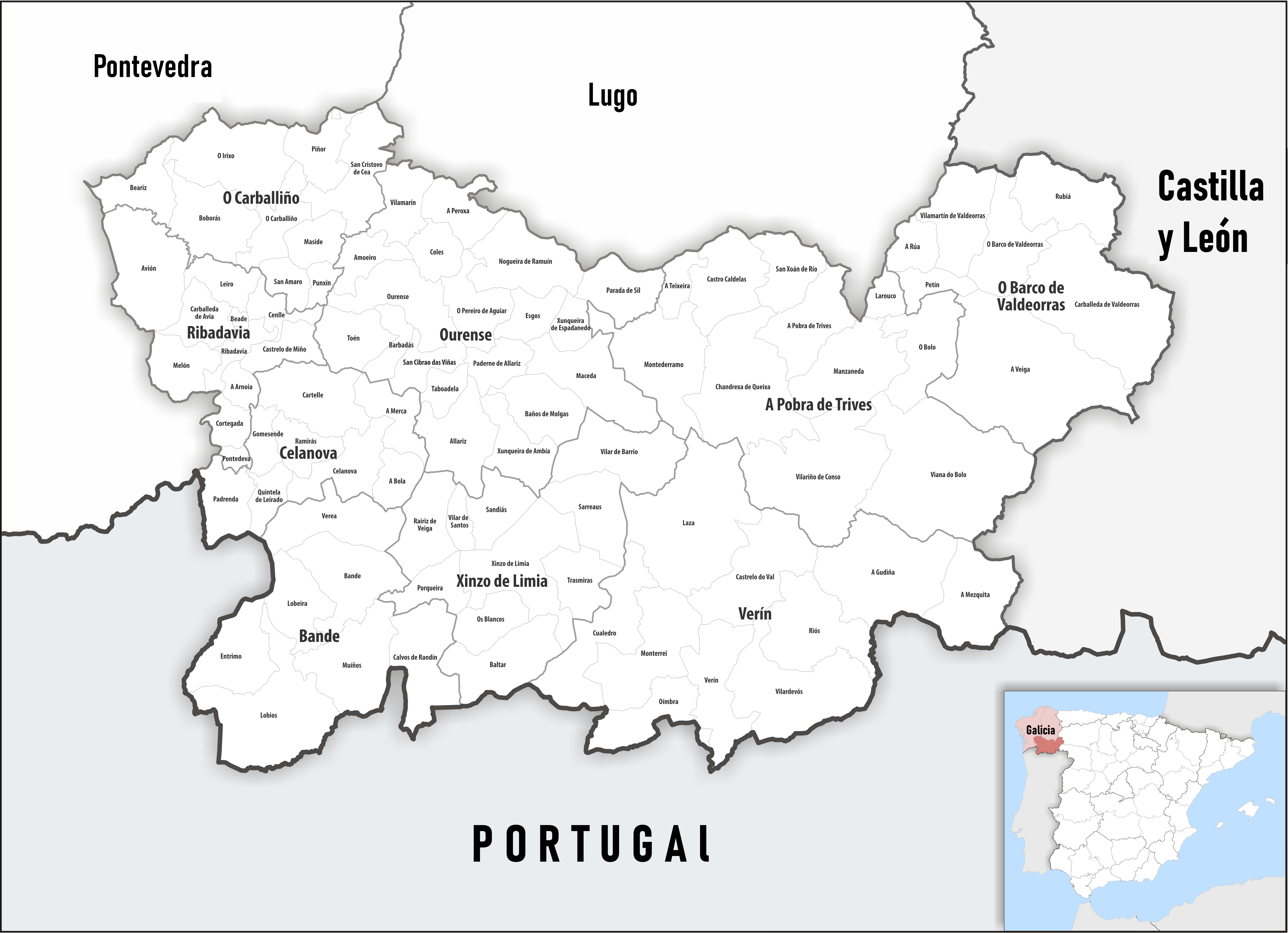
Municipios y partidos judiciales de la provincia de Orense

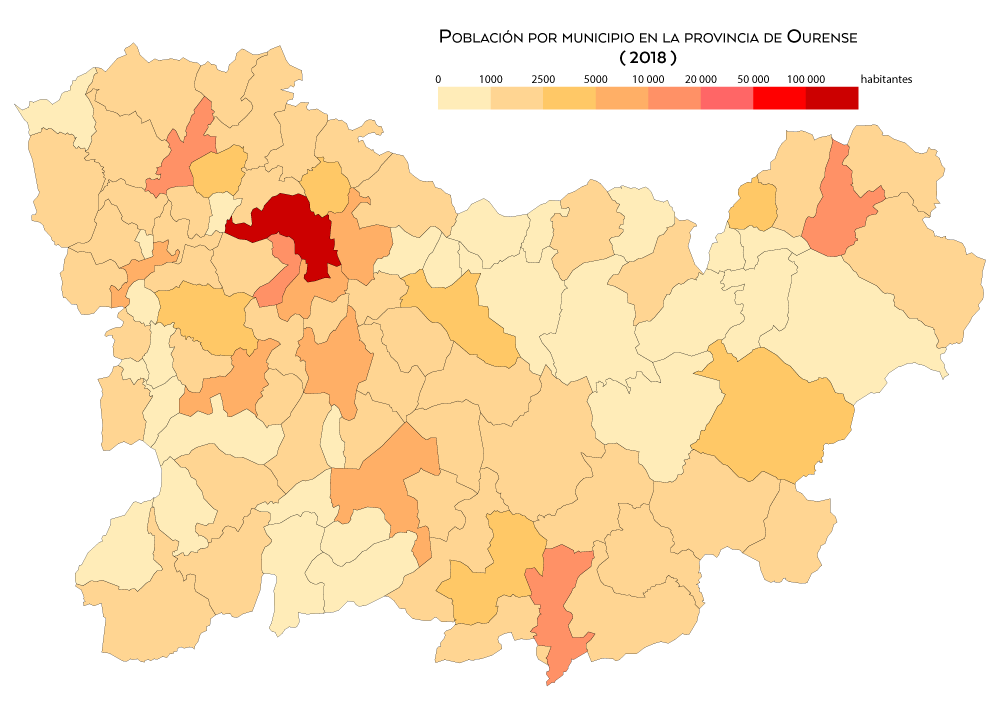
Población por municipio (2018)
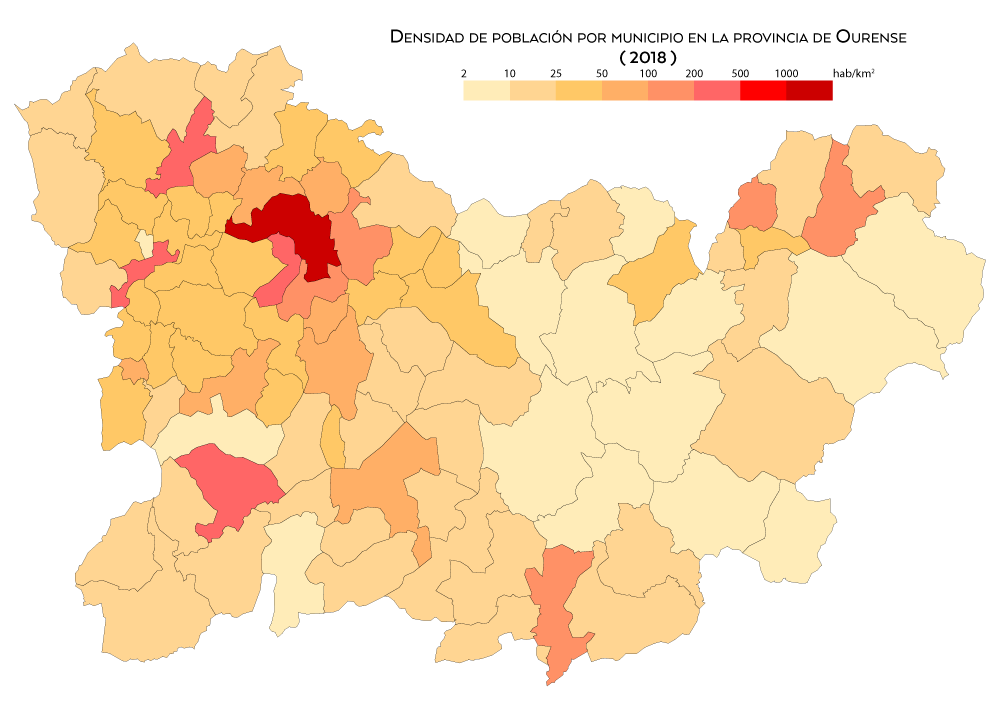
Densidad por municipio (2018)
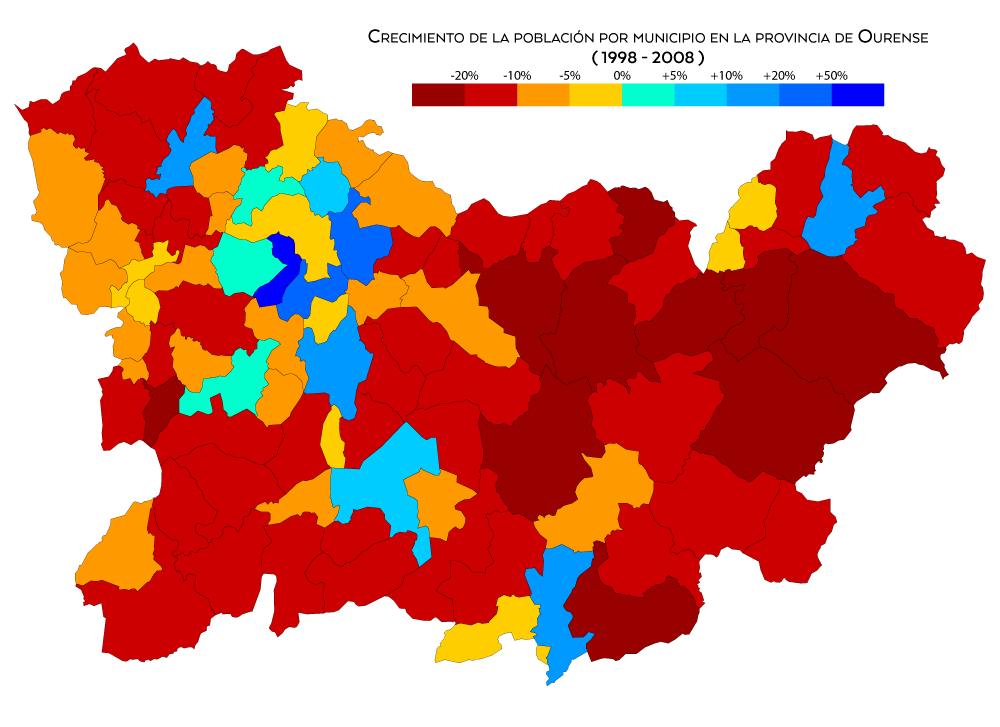
Crecimiento de la población entre 1998 y 2008
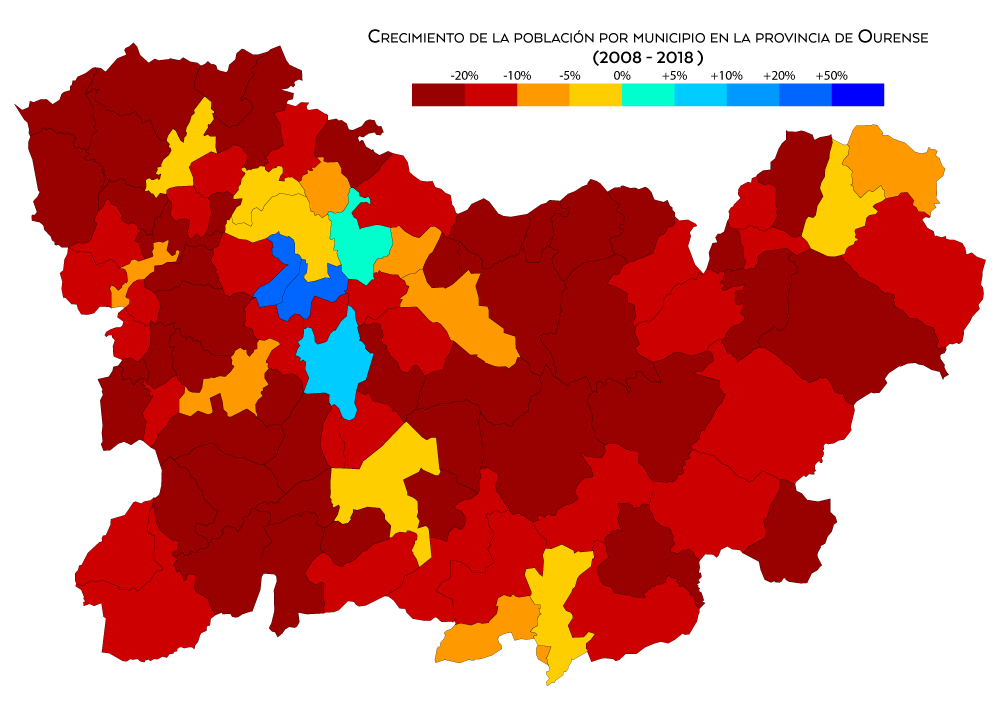
Crecimiento de la población entre 2008 y 2018

A excepción de la capital, ninguno de los municipios de la provincia alcanza los 14 000 habitantes. La lista ordenada actualizada según los datos del INE en 2022 es la siguiente:
La provincia de Orense es la 20.ª de España en que existe un mayor porcentaje de habitantes concentrados en su capital (34,11 %, frente a 31,96 % del conjunto de España).
| Posición | Municipio              | Población |
| -------- | ---------------------- | --------- |
| 1.ª      | Orense                 | 103 756   |
| 2.ª      | Carballino             | 13 932    |
| 3.ª      | Verín                  | 13 625    |
| 4.ª      | El Barco de Valdeorras | 13 350    |
| 5.ª      | Barbadás               | 11 061    |
| 6.ª      | Ginzo de Limia         | 9611      |
| 7.ª      | Pereiro de Aguiar      | 6609      |
| 8.ª      | Allariz                | 6348      |
| 9.ª      | Celanova               | 5619      |
| 10.ª     | San Ciprián de Viñas   | 5558      |
| 11.ª     | Ribadavia              | 5003      |
| 12.ª     | Rúa                    | 4186      |